# Croada dels nens

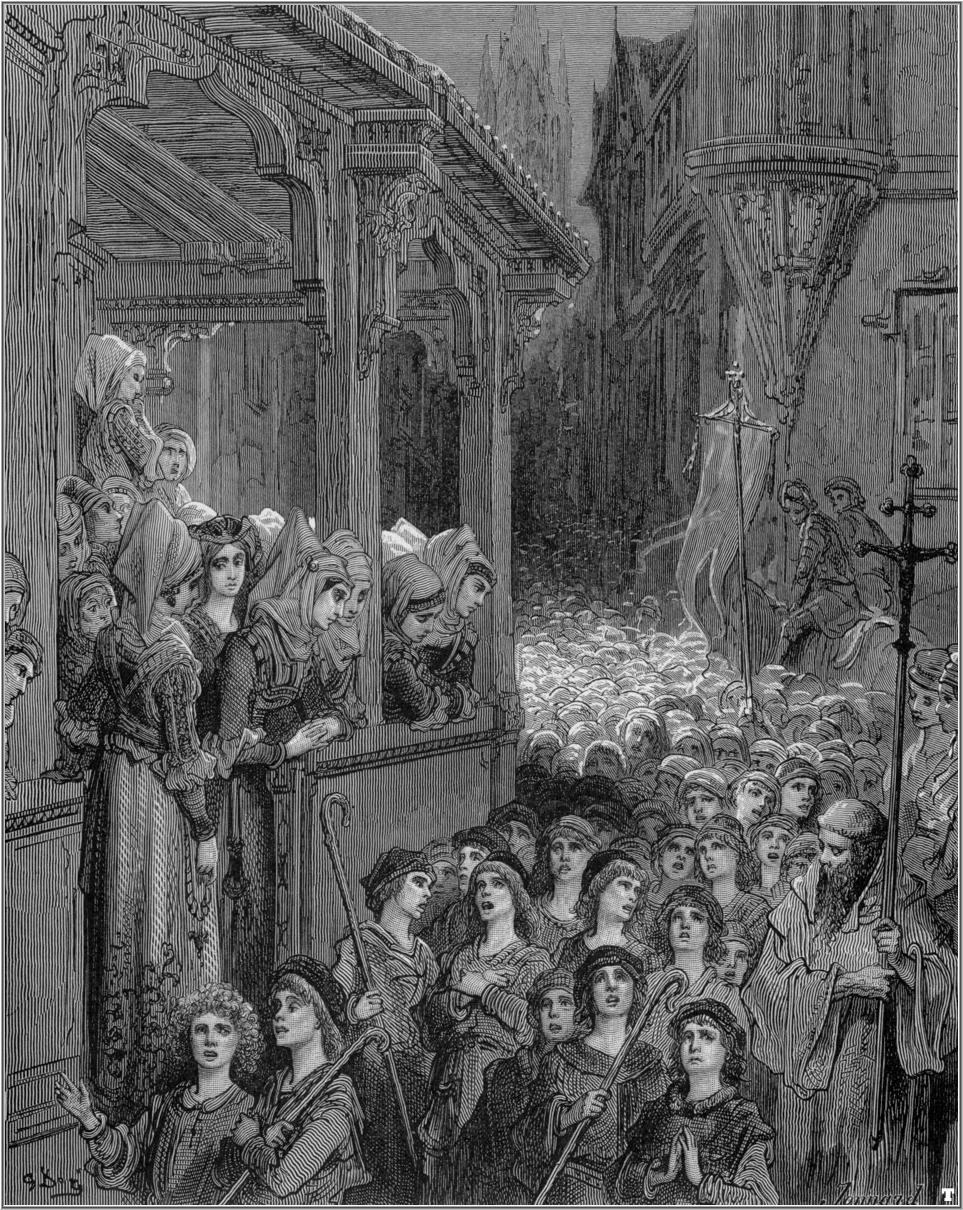
La croada dels nens, obra de l'artista francès Gustave Doré.

La Croada dels infants és el nom d'una barreja d'esdeveniments ficticis i reals de l'any 1212 que combinen alguns o tots dels següents elements: visions d'un infant, nens marxant cap al sud d'Itàlia, intent d'alliberar Terra Santa, i la venda dels infants com a esclaus. Existeixen molts testimoniatges diferents; els fets reals són encara objecte de debat entre els historiadors.

## La versió tradicional
La versió tradicional de la Croada dels infants comprèn esdeveniments amb referències similars. Un infant comença a predicar bé a França o bé a Alemanya, assegurant que ha vist Jesús, que li ha demanat que encapçali la propera Croada. A través d'una sèrie d'esdeveniments portentosos i miracles aconsegueix una considerable quantitat de seguidors, incloent probablement uns 20.000 infants. Els condueix cap al sud, en direcció a la Mediterrània, on es diu que creia que el mar s'obriria a la seva arribada, de manera que poguessin continuar fins a Jerusalem, però sembla que això no va pas ocórrer. Dos mercaders els aconsegueixen set vaixells, en els quals embarquen tants infants com és possible. No és clar si els nens van ser duts a Tunísia i venuts com a esclaus, o bé varen morir en un naufragi a l'illa de San Pere durant una tempesta. Segons alguns testimoniatges mai van arribar a veure el mar, sinó que van morir abans de fam i cansament. Els historiadors consideren aquesta versió més una llegenda que un fet històric.

## Investigacions modernes
Segons les investigacions modernes sembla que hi va haver dos moviments el 1212 tant a França com a Alemanya. Les similituds d'ambdós van permetre als cronistes agrupar-les en una sola llegenda.
En el primer moviment, Nicholas un pastor alemany,va conduir un grup a través dels Alps fins a Itàlia a principis de la primavera de 1212. Nicolau va dir que el mar s'assecaria davant d'ells i permetria als seus seguidors creuar a Terra Santa. En lloc de tenir la intenció de lluitar contra els sarraïns, va dir que els regnes musulmans serien derrotats quan els seus ciutadans es convertissin al catolicisme. Els seus deixebles se'n van anar a predicar la crida a la "Croada" per les terres alemanyes i es van reunir a Colònia després d'unes setmanes. Dividint-se en dos grups, la multitud va prendre diferents carreteres per Suïssa. Dues de cada tres persones en el viatge van morir, mentre que moltes altres van tornar a casa seva.
Al voltant de 7.000 homes van arribar a Gènova a l'agost. De seguida van marxar cap al port, esperant que el mar es divideixi davant d'ells; quan no ho va fer molts es van sentir amargament decebuts. Uns quants van acusar Nicolau de trair-los, mentre que altres es van establir a esperar que Déu canviés d'opinió, ja que creien que era impensable que finalment no ho fes. Les autoritats genoveses van quedar impressionades per la petita banda, i van oferir la ciutadania als qui volien establir-se a la seva ciutat. La majoria dels possibles croats van aprofitar aquesta oportunitat. Nicolau va negar la derrota i va viatjar a Pisa, el seu moviment continuava trencant-se al llarg del camí. A Pisa dos vaixells dirigits a Palestina van acordar embarcar diversos dels nens que, potser, van aconseguir arribar a Terra Santa. Nicolau i uns quants seguidors lleials, en canvi, van continuar cap als Estats Pontificis, on es van trobar amb el papa Innocenci III. Els restants van marxar cap a Alemanya després que el Pontífex els exhortés a ser bons i a tornar a casa amb les seves famílies. Nicholas no va sobreviure al segon intent a través dels Alps; De tornada a casa, el seu pare va ser arrestat i penjat sota la pressió de famílies enfadades els familiars de les quals havien mort mentre seguien els nens.
Més tard es va informar que alguns dels membres més entregats d'aquesta croada havien vagat a Ancona i Bríndisi; no se sap que cap hagi arribat a Terra Santa.

### Esteve de Cloyes a França
El segon moviment va ser liderat per un nen de dotze anys, Un pastor francès anomenat Stephen (Étienne) de Cloyes, que va assegurar que portava una carta de Jesús per al rei de França. Va atreure a un grup de 30.000 individus, amb els quals va anar fins a Saint-Denis (Sena Saint-Denis), on es va dir que va fer miracles. Seguint ordres de Felip II de França o del Consell de la Universitat de París, la gernació va ser retornada a casa, i molts d'ells efectivament van tornar. Cap de les fonts de l'època esmenta cap pla d'anar a Jerusalem.
Els cronistes posteriors varen mitificar aquests esdeveniments. Les investigacions recents suggereixen que els participants no eren nens, o en tot cas no tan joves. A principis del segle xiii, grups de rodamons van començar a vagar per Europa. Eren gent desplaçada pels canvis econòmics, que van forçar a molts camperols pobres del nord de França i Alemanya a vendre les seves terres. Aquests grups eren anomenats pueri (del llatí «infants») en sentit ample, de la mateixa manera que els pagesos de les àrees rurals dels Estats Units són anomenats «nois del camp».
En 1212, un jove "puer" francès anomenat Stephen i un "puer" alemany anomenat Nicholas van assegurar separadament que havien tingut visions de Jesús. Això va portar com a resultat aquestes bandes d'homes pobres que s'unien en una protesta religiosa que transformava el seu vagar forçós en una missió religiosa. Els "pueri" van marxar, seguint la Creu i associant-se amb el viatge bíblic de Jesús. Malgrat això, no era el preludi de cap guerra santa.
Trenta anys més tard, els cronistes van llegir els testimoniatges d'aquestes processons i van traduir "pueri" per "infants". Així va néixer la Croada dels Infants. La història resultant il·lustra com d'arrelat estava el concepte de croada en aquell temps; els cronistes van assumir que els "pueri" havien d'haver estat croats, i en la seva innocència van buscar tornar a la fundació de les croades característiques de Pere l'Ermità, trobant la mateixa mena de final tràgic.
D'acord amb Matthew Paris, un dels líders de la Croada Infantil va passar a ser "Le Maître d'Hongrie", el líder de la Croada dels Pastors en 1251.

## Historiografia

### Estudis científics
Anteriorment a Raedts hi va haver només un grapat de publicacions científiques que investigaren la Croada Infantil. La primera va ser duta a terme pel francès G. de Janssens (1891) i l'alemany R. Röhrich (1876). Ambdós van analitzar les fonts, però van analitzar el relat. El medievalista americà D. C. Munrol (1913-14) proporciona, d'acord amb Raets, la millor anàlisi de les fonts i va ser el primer que va fer un informe convincent de la Croada sense llegendes. Posteriorment, J. I. Hansbery (1938-9) va publicar una correcció de l'obra de Munro, però des d'aleshores ha estat desacreditada per haver-se basat en una font no fiable el psiquiatre alemany J. F. C. Hecker (1865) va donar una interpretació original de la croada, però es va produir una polèmica sobre "el malaltís emocionalisme religiós" que des de llavors ha estat desacreditada.

## Obres que ha inspirat
- La croisade des enfants per Marcel Schwob, 1896
- Croada amb texans, novel·la de Thea Beckman, títol original neerlandès "Kruistocht in spijkerbroek", 1974.
- Croades: atrapat al passat, pel·lícula de Ben Sombogaart i inspirada en la novel·la de Thea Beckman, 2006.